# Trema (biljni rod)
Trema biljni rod iz porodice konopljovki raširen po tropskoj Africi, Americi, Aziji i Australiji. Postoji dvadesetak priznatih vrsta drveća i grmlja, od kojih je tipična T. cannabina

## Vrste
1. Trema amboinense (Willd.) Blume
2. Trema andersonii (Planch.) Byng & Christenh.
3. Trema angustifolium (Planch.) Blume
4. Trema asperum (Brongn.) Blume
5. Trema cannabinum Lour.
6. Trema cubense Urb.
7. Trema discolor (Brongn.) Blume
8. Trema domingense Urb.
9. Trema eurhynchum (Miq.) Byng & Christenh.
10. Trema humbertii J.-F.Leroy
11. Trema lamarckianum (Schult.) Blume
12. Trema levigatum Hand.-Mazz.
13. Trema melastomatifolium (J.J.Sm.) Byng & Christenh.
14. Trema micranthum (L.) Blume
15. Trema nitidum C.J.Chen
16. Trema orientale (L.) Blume
17. Trema parviflorum (Miq.) Byng & Christenh.
18. Trema politoria (Planch.) Blume
19. Trema simulans (Merr. & L.M.Perry) Byng & Christenh.
20. Trema tomentosum (Roxb.) H.Hara
21. Trema vieillardii (Planch.) Schltr.

## Sinonimi
- Sponia Comm. ex Decne = Trema Lour.
- Vrste roda Parasponia Miq., uključene su u rod Trema.[3]